# Jérémy Guillemenot
Jérémy Guillemenot (Genf, 1998. január 6. –) svájci korosztályos válogatott labdarúgó, a Servette csatára.

## Pályafutása

### Klubcsapatokban
Guillemenot a svájci Genf városában született. Az ifjúsági pályafutását a helyi Urania Genève Sport és Servette csapatában kezdte, majd 2016-ban a spanyol Barcelona akadémiájánál folytatta.
2014-ben mutatkozott be a Servette másodosztályban szereplő felnőtt keretében. 2016-ban a Barcelona B szerződtette. A 2017–18-as szezonban a Sabadell csapatát erősítette kölcsönben. 2018-ban az osztrák első osztályban érdekelt Rapid Wienhez igazolt. 2018. augusztus 12-én, a Wolfsberger AC ellen 0–0-ás döntetlennel zárult bajnokin debütált. 2019. január 30-án 4½ éves szerződést kötött a St. Gallen együttesével. Először a 2019. február 16-ai, Thun ellen 3–1-re elvesztett mérkőzés 63. percében, Musah Nuhu cseréjeként lépett pályára. Első gólját 2019. március 3-án, a Neuchâtel Xamax ellen hazai pályán 3–0-ra megnyert találkozón szerezte meg. 2023. július 1-jén a Servette szerződtette.

### A válogatottban
Guillemenot az U15-östől az U21-esig minden korosztályú válogatottban képviselte Svájcot.
2018-ban debütált az U21-es válogatottban. Először a 2018. szeptember 7-ei, Bosznia-Hercegovina ellen 3–0-ra elvesztett mérkőzés 75. percében, Dimitri Oberlint váltva lépett pályára. Első válogatott gólját 2019. március 22-én, Horvátország ellen 4–1-re megnyert barátságos mérkőzésen szerezte meg.

## Statisztika
2024. augusztus 15. szerint.
| Klub       | Szezon   | Bajnokság              | Bajnokság | Bajnokság | Kupa  | Kupa  | Nemzetközi | Nemzetközi | Összesen | Összesen |
| Klub       | Szezon   | Bajnokság              | Mérk.     | Gólok     | Mérk. | Gólok | Mérk.      | Gólok      | Mérk.    | Gólok    |
| ---------- | -------- | ---------------------- | --------- | --------- | ----- | ----- | ---------- | ---------- | -------- | -------- |
| Servette   | 2014–15  | Swiss Challenge League | 3         | 0         | 0     | 0     | —          | —          | 3        | 0        |
| Servette   | 2015–16  | Swiss Challenge League | 0         | 0         | 1     | 1     | —          | —          | 1        | 1        |
| Rapid Wien | 2018–19  | Osztrák Bundesliga     | 3         | 0         | 1     | 0     | 1          | 0          | 5        | 0        |
| St. Gallen | 2018–19  | Swiss Super League     | 11        | 3         | 0     | 0     | —          | —          | 11       | 3        |
| St. Gallen | 2019–20  | Swiss Super League     | 32        | 6         | 1     | 0     | —          | —          | 33       | 6        |
| St. Gallen | 2020–21  | Swiss Super League     | 34        | 3         | 4     | 1     | 1          | 0          | 39       | 4        |
| St. Gallen | 2021–22  | Swiss Super League     | 31        | 9         | 4     | 1     | —          | —          | 35       | 10       |
| St. Gallen | 2022–23  | Swiss Super League     | 32        | 11        | 3     | 3     | —          | —          | 35       | 14       |
| Servette   | 2023–24  | Swiss Super League     | 33        | 8         | 5     | 1     | 12         | 0          | 50       | 9        |
| Servette   | 2024–25  | Swiss Super League     | 5         | 0         | 1     | 1     | 1          | 0          | 7        | 1        |
| Összesen   | Összesen | Összesen               | 184       | 40        | 20    | 8     | 15         | 0          | 219      | 48       |

## Sikerei, díjai
St. Gallen
- Super League
  - Ezüstérmes (1): 2019–20

- Svájci Kupa
  - Döntős (2): 2020–21, 2021–22

 Servette
- Svájci Kupa
  - Győztes (1): 2023–24